# Horst Rumstedt
Horst Rumstedt (* 30. Januar 1921 in Sangerhausen; † 22. März 1986 in Groß-Umstadt) war ein deutscher Kunstmaler, Bildhauer und Dichter.

## Leben
Vor Ausbruch des Krieges zog Horst Rumstedt nach Düsseldorf und absolvierte drei Semester an der Kunstakademie bei Julius Paul Junghanns. Als Freiwilliger nahm er am Weltkrieg teil und wurde viermal verwundet. Zwischendurch hat er in Königsberg bei Professor Engel zwei weitere Semester belegt. 1945 kam er – zum Oberleutnant befördert – in amerikanische Gefangenschaft, wo er die Zeit bis 1947 zubrachte. Im Lager wurde eine Künstlergruppe gebildet, der er sich anschloss. Nach seiner Entlassung ließ sich Horst Rumstedt 1947 in Frankfurt nieder.
Mit vier großen Ausstellungen war Horst Rumstedt in seiner Frankfurter Zeit in die Öffentlichkeit getreten. Diesen Ausstellungen folgten weitere in London, in der New Yorker Galerie Herbert Arnout sowie im Unesco-Gebäude in Beirut.
Horst Rumstedt unternahm zahlreiche Studienreisen und besuchte Jugoslawien, Rumänien, Ungarn, die Türkei, Syrien, den Libanon, Pakistan und Afghanistan, Italien, Spanien, Portugal und Frankreich, England, Ägypten und den Sudan. 1974 erhielt er die Ehrendoktorwürde der Akademie für Kunst in Ravenna. Neben der Malerei und der Bildhauerei, die im Vordergrund seines Schaffens standen, war der Künstler auch literarisch tätig. 1986 starb der Künstler Horst Rumstedt in Otzberg.

## Auszeichnungen
- Amerikanischer Kulturpreis Paris, 1946
- Internationaler Kulturpreis "Pokal di Caserta", Neapel, 1970
- Goldmedaille "Masters of modern art", Rom, 1973
- Internationaler Kulturpreis mit Verleihung einer Goldplakette, Bari, 1974
- Internationaler Kulturpreis der Stadt Turin, 1975
- Goldmedaille "Masters of modern art", Florenz, 1975

## Werke
- Neuorientierung in der Kunst: die "Science art", die "Individual technic art", die "Experimental art"  Petri, 1973